# Fresh Fruit for Rotting Vegetables
Albums de Dead Kennedys
In God We Trust, Inc.
(1981)
Fresh Fruit for Rotting Vegetables (Des fruits frais pour les légumes pourris) est le premier album du groupe Dead Kennedys, sorti en 1980.

## L'album
Satire du paysage social sombre de l'époque, ce n'est pas un hasard si l’album sort l'année de l'élection à la présidentielle américaine de Ronald Reagan. Mojo le classe à la cinquième place de son classement de son top 50 des albums punk. Il fait partie des 1001 Albums You Must Hear Before You Die.

### Titres
Tous les titres sont de Jello Biafra, sauf mentions.
1. Kill the Poor (East Bay Ray, Biafra) (3:07)
2. Forward to Death (6025 (Carlos Cadona (en)) (1:23)
3. When Ya Get Drafted (1:23)
4. Let's Lynch the Landlord (2:13)
5. Drug Me (1:56)
6. Your Emotions (East Bay Ray) (1:20)
7. Chemical Warfare (2:55)
8. California Über Alles (Biafra, John Greenway) (3:03)
9. I Kill Children (2:04)
10. Stealing People's Mail (1:34)
11. Funland at the Beach (1:49)
12. Ill in the Head (6025, Biafra) (2:46)
13. Holiday in Cambodia (Biafra, Greenway) (4:37)
14. Viva Las Vegas (Doc Pomus, Mort Shuman) (2:42)

### Musiciens
- Jello Biafra : voix
- East Bay Ray : guitare, guitare électrique
- Klaus Flouride :  basse, voix
- Ted : batterie
- 6025 : guitare rythmique
- Paul Roessler : claviers
- Ninotchka : claviers, voix
- Dirk Dirksen : voix
- Bobby Unrest : voix
- Michael Synder : voix
- Bruce Calderwood (Bruce Loose) : voix
- Barbara Hellbent : voix
- HyJean : voix
- Curt : voix
- Chi Chi : voix